# Оно! Ужас из космоса
«Оно! Ужас из космоса» (англ. It! The Terror from Beyond Space) — американский чёрно-белый научно-фантастический фильм ужасов 1958 года. Сюжет ленты вдохновил сценариста Дэна О’Бэннона на создание культовой картины «Чужой» (1979).

## Сюжет
Будущее: 1973 год. Впервые в истории человечества на Марс отправлена пилотируемая экспедиция в количестве десяти астронавтов. Однако вскоре после мягкой посадки связь с кораблём пропадает. Чтобы выяснить судьбу первопроходцев, спустя полгода туда же отправлена вторая экспедиция, которая обнаруживает невредимый первый корабль и лишь одного выжившего — командира, и череп с пулевым отверстием, принадлежащий одному из членов экипажа. Из этого делается вывод, что командир, полковник Эдвард Кэрратерс, убил всех своих подчинённых, чтобы в одиночестве, располагая большим количеством воды и провианта, дождаться спасательную экспедицию. Сам полковник свою вину отрицает, заявляя, что всех его товарищей убило неизвестное марсианское существо, но ему никто не верит.
Корабль готовится к старту, чтобы отвезти Кэрратерса на Землю, где его предадут суду. Перед самым взлётом в корабль пробирается какое-то человекоподобное крупное существо. Вскоре, уже в полёте, Оно начинает одного за другим убивать и ранить членов экипажа, которым приходится признать свою ошибку в отношении обвинений полковника. Вскрытие одного из погибших показывает, что из него «полностью выкачаны вода и кислород». Экипаж пытается уничтожить Чужого с помощью пистолетов, гранат, отравляющего газа, электричества, радиации, но всё это не причиняет ему заметного вреда. В итоге, заметив, что на корабле сильно увеличился расход кислорода, астронавты делают вывод, что «этому существу нужно большое количество кислорода, так как у него огромные лёгкие, привыкшие дышать разреженным воздухом Марса». Поэтому оставшиеся в живых надевают скафандры и открывают шлюз в открытый космос из рубки, куда к ним подобралось Оно. Неконтролируемая декомпрессия убивает Существо.
На Земле представитель Белого дома сообщает журналистам, что обвинения с полковника Кэрратерса сняты, но исследования Марса будут остановлены, «так как настоящее имя этой планете — Смерть».

## В ролях
- Маршалл Томпсон — полковник Эдвард Кэрратерс / рассказчик за кадром
- Ширли Паттерсон[англ.] — Энн Андерсон
- Ким Сполдинг — полковник Ван Хьюзен
- Энн Доран — Мэри Ройс
- Даббс Грир — Эрик Ройс
- Пол Лэнгтон[англ.] — лейтенант Джеймс Кэлдер
- Роберт Байс — майор Джон Пюрдю
- Ричард Бенедикт — Боб Финелли
- Рэй «Авария» Корриган — Оно, марсианское чудовище (последний фильм актёра)

## Производство, критика
Рабочим названием фильма было «Оно! Вампир из космоса» (англ. It! The Vampire from Beyond Space). Основная часть съёмок прошла в течение двух недель в середине января 1958 года. Премьера состоялась в августе того же года. В этом фильме свою последнюю роль сыграл известный актёр и каскадёр Рэй «Авария» Корриган, после чего 56-летний актёр удалился на покой. Можно заметить, что голова Оно, которого играет Корриган, выглядит несколько непропорционально и даже странно. Это связано с тем, что актёр отказался ехать к гримёру Полу Блейсделлу в калифорнийское местечко Топанга, где тот жил и держал студию, сочтя это слишком дальней для него поездкой. Измерения головы Корригана на расстоянии оказались неточными, и поэтому вместо «фирменных» «кошачьих» глаз за маской оставили его собственные, человеческие, глаза; а у Оно неожиданно появился язык, не предусмотренный сценарием — это был нестандартный выпирающий подбородок актёра. Остальной костюм Оно пришёлся Корригану впору, так как он отослал Блейсделлу свои кальсоны и нижнюю рубашку для снятия мерок.
Композиторы фильма Пол Сотелл и Берт Шефтер не стали придумывать новую музыку для «Оно!», а лишь слегка видоизменили музыку от своей недавней картины «Кронос» (1957).
В 2003 году фильм был выпущен в паре с «Монстр, который бросил вызов миру» на DVD серии «Полуночные фильмы Metro-Goldwyn-Mayer».
«Оно!» было вполне стандартным фильмом категории В, характерным для того времени, однако отзывы о ленте были лучше, чем о многих подобных картинах.